# Las cuatro después de la medianoche
Las cuatro después de la medianoche (Four Past Midnight en su versión original) es el título del cuarto libro recopilatorio de historias cortas, publicado por el escritor de terror estadounidense Stephen King en el año 1990. Originalmente, fue lanzado en una edición con los cuatro relatos en un solo volumen. Sin embargo, fue editado posteriormente en dos volúmenes. Dos de los relatos han sido adaptados en película, siendo La ventana secreta el más conocido de ellos.

## Historias
El libro contiene, originalmente, cuatro relatos; todos ellos de ficción (a diferencia de compilaciones anteriores, donde se incluía, al menos, un relato dramático). Los títulos en inglés son: The Langoliers, Secret garden open window, The Library Policeman y The Sun Dog.

### Los Langoliers
Un piloto de avión viaja como pasajero en un vuelo y, después de dormirse, se da cuenta al despertar de que la tripulación y gran parte del pasaje han desaparecido misteriosamente. Haciéndose cargo del vuelo, intenta un aterrizaje forzoso en un lugar deshabitado, donde les esperan otros terrores.

### Ventana secreta, jardín secreto
Un escritor recibe la amenazante visita de un extraño, quien le dice que él le plagió una historia suya.

### El perro de la Polaroid (The sun dog)
Un joven descubre que su nueva cámara fotográfica solo toma fotografías de un perro. Pronto descubrirá la procedencia del perro y, peor aún, se dará cuenta de que las fotografías muestran cómo este, poco a poco, intenta salir del mundo de la fotografía.

### El policía de la biblioteca
El protagonista de la historia no visita las bibliotecas por miedo al policía de la biblioteca: el policía que castiga a los niños malos que no devuelven los libros a tiempo. Pronto descubrirá que las historias para asustar a los niños podrían no ser del todo mentiras y que el policía, en verdad, puede ser aterrador.

## Adaptaciones
De las historias que aparecen en Las cuatro después de la medianoche, dos se han adaptado para la pantalla: una miniserie (The Langoliers, 1995), con Dean Stockwell y Bronson Pinchot; y una película (La ventana secreta, 2004), protagonizada por Johnny Depp y John Turturro.
- Datos: Q2344221